# Санисајд (Калифорнија)
Санисајд (енгл. Sunnyside) насељено је место без административног статуса у америчкој савезној држави Калифорнија.

## Демографија
По попису из 2010. године број становника је 4.235.
| Група             | 2000.    | 2010.         |
| Белци             | 0 (0,0%) | 1.985 (46,9%) |
| Афроамериканци    | 0 (0,0%) | 176 (4,2%)    |
| Азијати           | 0 (0,0%) | 467 (11,0%)   |
| Хиспаноамериканци | 0 (0,0%) | 1.525 (36,0%) |
| Укупно            | 0        | 4.235         |